# Albert Benjamin Simpson
Albert Benjamin Simpson, auch A. B. Simpson genannt, (* 15. Dezember 1843 in Charlottetown, Queens County, Prince Edward Island, Kanada; † 29. Oktober 1919 in Nyack, Rockland County, New York, USA) war ein kanadischer presbyterianischer Theologe, Pastor in New York City und Gründer von The Gospel Tabernacle und der evangelikalen Missionsbewegung Christian and Missionary Alliance (C&MA).

## Leben und Wirken
Simpson war das vierte Kind des Diakons James Simpson und von Janet Clark, einer schottischen, presbyterianischen Familie, die auf der Prince Edward Insel in Kanada von der Landwirtschaft lebte. Nachdem er 1858 das Buch des Puritaners Walter Marshall The Gospel Mystery of Sanctification (deutsch: Das Geheimnis der Heiligung im Evangelium) gelesen und den Evangelisten Henry Grattan Guinness gehört hatte, wandte er sich 1859 einem persönlichen christlichen Glauben zu. Schon als Jugendlicher begann er Schriften mit puritanischem Inhalt zu verfassen. Seine Eltern drängten ihn zum Studium der Theologie, das er am Knox College in Toronto absolvierte, was sich jedoch negativ auf seine Gesundheit auswirkte.
1865 wurde er als Pastor der kanadischen presbyterianischen Kirche ordiniert, und er nahm zuerst eine Pfarrstelle in der Kirche von Hamilton in Ontario an, die 1.200 Mitglieder umfasste und bis zu seinem Weggang um 750 Personen zunahm. 1873 zog er nach Louisville in Kentucky, wo er in der Chestnut Street Presbyterian Church Pfarrer wurde und dieses Amt bis 1879 ausübte. 1874 geschah ein Wendepunkt in seinem Dienst, denn beeinflusst von der Heiligungsbewegung betonte er nun auch das Leben und die Erfüllung mit dem Heiligen Geist. 1881 ließ er sich durch Untertauchen nochmals taufen, er erfuhr Heilung von seinem Herzleiden und wurde Zeuge weiterer göttlicher Krankenheilungen. Er trat dann auch von seiner Pfarrstelle an der Thirteenth Street Presbyterian Church in New York City zurück, weil gegen seinen ausgesprochen evangelistisch-missionarischen Dienst an den Armen der Stadt Widerstand erwuchs. So gründete er die Organisation The Gospel Tabernacle. Dort wurden arme Einwanderer, Matrosen, unverheiratete Mütter und Waisen versorgt, Gottesdienste für Kranke mit Heilungsgebet angeboten und Missionseinsätze vorbereitet. Dieses Haus wurde von Sarah Lindenberger geführt. Simpson sah sich auch berufen, als Missionar nach China zu gehen, wobei sich seine Familie dagegen wandte. So sah er sich gezwungen, mehr vor Ort zu wirken. Um 1880 publizierte er das erste illustrierte Missionsheft von Nordamerika mit dem Namen The Gospel in All Lands. Er gründete auch eine Bibel- und Missionsschule, The New York Missionary Training College, die heute Nyack College heißt. Dort wurden Interessierte in der Bibel unterrichtet und auf die Missionsarbeit vorbereitet. 1897 wurde auch das von Lindenberger betreute Gebetshaus nach Nyack verlegt.
1887 fand die erste Sommerkonferenz in Old Orchard Beach an der Küste von Maine mit Charles Cullis statt. Dort gründete Simpson The Christian Alliance und The Evangelical Missionary Alliance. The Christian Alliance war für die missionarische Ausbildung in seiner New Yorker Versammlung gedacht, während The Evangelical Missionary Alliance eine neue Missionsgesellschaft werden sollte. Wenige Jahre später wurden beide Allianzen zur The Christian and Missionary Alliance (C&MA) zusammengeschlossen. Simpsons Frau Margaret war als Sekretärin für Finanzen und Missionsausrüstung in der Organisation zuständig. Bis 1895 konnte die C&MA gegen 300 Missionare aussenden. Simpson leitete die C&MA bis 1918, und im Jahr darauf starb er.
Simpson schrieb Hunderte von Artikel und Bücher und gab die Wochenzeitschrift The Word, the Work and the World heraus. Er gewann viele Personen für die C&MA-Bewegung durch seine Predigten, durch die sommerlichen Versammlungen und durch seine Bibel- und Missionsschule. Nach dem Aufstieg der Pfingstbewegung verlor er einige Missionare und Unterstützer an diese Bewegung, weil er die Zungenrede als nicht heilsbedeutend eingestuft hatte. Trotzdem gilt die C&MA als eine bedeutende Glaubensmission des 20. Jahrhunderts. Simpson und seine Frau Margaret sind auf dem Rockland County Campus des Nyack College in Nyack bei New York begraben.

## Privates
Er heiratete 1865 Margaret S. Henry (1841–1924). Sie hatten zwei Kinder, Margaret Mae Simpson Buckman (1878–1958) und Howard Home Simpson (1880–1942).

## Schriften
- Christ in the Bible. Word, Work and World Pub. Co., New York 1888.
- The Land of Promise; or, Our Full Inheritance in Christ. Christian Alliance Publishing Co., New York 1888?.
- In the School of Christ; or, Lessons from New Testament Characters concerning Christian Life and Experience. Christian Alliance Publishing Co., New York 1890.
- The Christ of the Forty Days. Christian Alliance Publishing Co., New York 1890.
- A Larger Christian Life. The Christian Alliance Publishing Co., New York 1890.
- Walking in Love. Christian Alliance, New York, 1892?.
- Larger Outlooks on Missionary Lands: Descriptive Sketches of a Missionary Journey through Egypt, Palestine, India, Burma, Malaysia, China, Japan, and the Sandwich Islands. Christian Alliance Pub., New York 1893?.
- Emblems of the Holy Spirit. Christian Alliance Publishing Co., Nyack 1895.
- The Holy Spirit, or, Power from on High: An Unfolding of the Doctrine of the Holy Spirit in the Old and New Testaments. Part I. The Old Testament, Christian Publications, Harrisburg 1895.
- The Holy Spirit, or, Power from on High: An Unfolding of the Doctrine of the Holy Spirit in the Old and New Testaments. Part II. The New Testament. Christian Publications, Harrisburg 1895.
- Danger Lines in the Deeper Life. Christian Alliance Publishing Co., South Nyack, New York 1898.
- Making Jesus King. South Nyack, NY: Christian Alliance Pub. Co., South Nyack, New York 1898.
- But God: The Resources and Sufficiency of God. Christian Alliance Publishing Co., Brooklyn 1899.
- The King’s Business. New York: Christian Alliance Publishing Co., 1900.
- The Apostolic Church. Christian Alliance Publishing, Co., Nyack, New York 1900.
- Practical Christianity, Christian Alliance, Brooklyn 1901?.
- Called to Serve at Home (or: Tarrying by the Stuff). Christian Publications, Harrisburg um 1905.
- Christian Science Unchristian. Alliance Press Co., New York 1907?.
- The Cross of Christ. The Christian Alliance Publishing Co., Brooklyn, New York 1910.
- The Old Faith and the New Gospels; Special Addresses on Christianity and Modern Thought. Christian Alliance Publishing Co., New York 1911.
- When the Comforter Came. Christian Alliance Publishing Co., Brooklyn 1911.
- The Coming One. Christian Alliance, New York 1912.
- Life More Abundantly. Christian Alliance Publishing Co., New York 1912.
- The Gospel of Healing. Christian Publications, Harrisburg 1915.
- Earnests of the Coming Age: And Other Sermons. Christian Alliance Publishing Co., New York 1921.
- Missionary Messages. Christian Alliance Publishing Co., New York 1925.
- Mit Alfred C. Snead: Wholly Sanctified. Christian Publications, Harrisburg 1925.

## Lieder
- Hymns and Songs of the Fourfold Gospel, and the Fullness of Jesus. Christian Alliance, New York 1891.
- Songs of the Spirit: Hitherto Unpublished Poems and a Few Old Favorites. Christian Alliance Publishing Co., New York 1920.